# José María Caminero
José María Caminero y Ferrer, (Santiago de Cuba, Departamento Oriental, 1782-Ciudad de Santo Domingo, Provincia de Santo Domingo, 2 de enero de 1853) fue un abogado, médico, traductor, funcionario, masón, febrerista, político y diplomático dominicano que ejerció el cargo de presidente de la Junta Central Gubernativa durante breve tiempo desde el 1 al 9 de junio de 1844, cuando es derrocado en un golpe de Estado llevado a cabo por la facción de los duartistas, encabezada por Juan Pablo Duarte y José Joaquín Puello. Jugaría un significativo papel en los diferentes procesos políticos acaecidos en la Isla desde el movimiento independentista de José Núñez de Cáceres, la ocupación haitiana y los Gobiernos dominicanos hasta su fallecimiento en 1853. 
José María Caminero fue elegido diputado por Santo Domingo en la Cámara de las Comunes de Haití entre 1822 y 1827, durante la dominación haitiana. En esos años, también participó en comisiones de investigación, mostrando su dedicación al servicio público.
En 1835, asumió como Comisario del Gobierno cerca del Tribunal Civil de Santo Domingo, cargo que marcaría un punto de inflexión en su carrera. Además, destacó como miembro destacado de la francmasonería.
Durante el proceso de independencia de la República Dominicana en 1844, Caminero se sumó al movimiento separatista y firmó el manifiesto del 16 de enero, uniéndose al proceso de independencia del país.
En 1844, fue designado por el presidente Pedro Santana como comisionado y enviado público ante el Gobierno de los Estados Unidos. Su misión era establecer relaciones diplomáticas y comerciales, así como solicitar el reconocimiento de la independencia dominicana.
A lo largo de su carrera, ocupó diversos cargos ministeriales en el Gobierno dominicano. Durante la primera administración de Santana fue secretario de Relaciones Exteriores desde el 31 de julio de 1848, y continuó en esa posición hasta el 29 de mayo de 1849, durante la administración de Manuel Jimenes. Asimismo, fue secretario de Hacienda y Comercio desde febrero de 1848 hasta el 29 de mayo de 1849, y secretario de Justicia e Instrucción Pública desde el 8 al 20 de mayo de 1849. También desempeñó interinamente la cartera de Guerra y Marina durante los últimos cuatro meses de 1848, y en octubre de 1850 y septiembre de 1851, se hizo cargo de las carteras de Exteriores e Interior y Policía.
En la hacienda de Caminero ocurrió la batalla de Las Carreras el 21 de abril de 1849.

## Biografía
José María Caminero y Ferrer nació en la ciudad de Santiago de Cuba, isla de Cuba, en 1782.
José María Caminero, antes de su arribada a la isla Española, contrajo matrimonio con María Guadalupe Heredia en su ciudad natal. Se le atribuye ser hermana del poeta francés José María de Heredia y del poeta cubano José María Heredia.
Desde sus primeros años, mostró su habilidad como intérprete y traductor de idioma francés ante los tribunales de Santiago de Cuba, función que ejerció de 1806 a 1809. Posteriormente, se desempeñó como intérprete público del Gobierno en la Capitanía General de Santo Domingo en 1818.
Fue elegido diputado por Santo Domingo en la Cámara de las Comunes de Haití, cargo que ocupó desde 1822 hasta 1827, en plena dominación haitiana. Durante esta época de dominio haitiano, José María Caminero también participó en comisiones de investigación en los años 1822 y 1842.
En 1828, a la edad de 39 años, ostentaba el cargo de Receptor del Registro e Intérprete. Además, era miembro destacado de la secta de la masonería, una influyente organización de la época.
En el año 1834, José Caminero asumió un rol importante como Intérprete del Puerto de Santo Domingo, consolidando así su presencia en el ámbito portuario de la ciudad. Sin embargo, su carrera daría un giro trascendental el 9 de marzo de 1835, cuando Jean-Pierre Boyer lo nombró Comisario del Gobierno cerca del Tribunal Civil de la ciudad de Santo Domingo.
No solo se destacó en el ámbito gubernamental, sino que Caminero fue un ferviente partidario del movimiento separatista y firmó el manifiesto del 16 de enero de 1844, sumándose al proceso de independencia del país. Además, se sumó al movimiento separatista del 27 de febrero de 1844 en Santo Domingo y actuó como Delegado de la Junta Provisional Gubernativa ante el general haitiano Henri Etienne Desgrotte para la capitulación de Santo Domingo.
El 1 de marzo de 1844, ingresó a la Junta Central Gubernativa y el 1 de junio de ese mismo año, presidió la Junta Gubernativa. En ese momento, solicitó la protección y el reconocimiento de la independencia por parte de Francia. Sin embargo, en secreto, el partido de Juan Pablo Duarte y José Joaquín Puello conspiró para dar un golpe de Estado y derrocar a la Junta presidida por Caminero. El 9 de junio de 1844, Duarte y Puello encabezaron un golpe de Estado que derrocó a Caminero. A raíz de esto, se ordenó la detención de Tomás Bobadilla y Caminero, entre otros, aunque consiguieron escapar gracias al aviso que les dio Francisco del Rosario Sánchez y ambos se refugiaron en la casa del cónsul de Francia hasta el golpe de Estado del general Pedro Santana el 13 de julio de 1844. Tras este último golpe, Caminero regresó a la Junta.
El 6 de noviembre de 1844, como secretario del Congreso constituyente, Caminero participó en la redacción de la primera Constitución política del país.
En el año 1844, la República Dominicana se enfrentaba al desafío de obtener el reconocimiento internacional de su independencia recién proclamada. En esta importante coyuntura, el presidente Pedro Santana tomó la decisión de designar a Caminero a su papel más relevante como comisionado y enviado público ante el Gobierno de los Estados Unidos de América. La misión de Caminero, que partió hacia Washington D. C. el 5 de diciembre de 1844, era establecer relaciones de amistad, alianza y comercio con todas las grandes naciones, en especial con aquella que había sido pionera en la lucha por la libertad en América.
El 6 de enero de 1845, Caminero fue recibido por el secretario de Estado, John C. Calhoun, y cumplió con su cometido al entregar un ejemplar de la Constitución dominicana, así como una carta dirigida al presidente de los Estados Unidos, John Tyler, solicitando formalmente el reconocimiento de la independencia dominicana. Sin embargo, en aquel momento, la agenda internacional de los Estados Unidos no estaba centrada en establecer relaciones diplomáticas con países de Hispanoamérica, ya que sus esfuerzos se enfocaban en completar la expansión territorial hacia el Oeste.
A pesar de los esfuerzos de Caminero y del interés favorable mostrado por el presidente Tyler, este último decidió enviar a un comisionado especial, John Hogan, a Santo Domingo para recopilar información detallada sobre el país. La misión de Hogan, llevada a cabo en 1845, resultó en un informe exhaustivo que evaluaba la situación política, económica y militar de la República Dominicana, así como la opinión de la población respecto a los Estados Unidos. A pesar del interés mostrado por las administraciones de Tyler y más adelante de James K. Polk, el reconocimiento de la independencia dominicana por parte de los Estados Unidos se demoraría muchos años en concretarse. El Gobierno estadounidense, consciente de sus intereses en el Caribe, debía asegurarse de que reconocer la independencia dominicana fuera beneficioso y conveniente para sus políticas exteriores.
Caminero también tuvo una destacada trayectoria en el ámbito judicial y desempeñó importantes funciones en el gobierno dominicano. Ocupó diversos cargos ministeriales, incluyendo el de ministro de Relaciones Exteriores y ministro de Hacienda y Comercio, durante las administraciones de Santana y Manuel Jimenes.
Además de su destacada trayectoria en el ámbito político, Caminero también dejó su huella en el ámbito judicial. En 1847, se destacó como Ministro Fiscal de la Suprema Corte de Justicia y participó como acusador fiscal en el tribunal especial que juzgó a los hermanos Puello.
Como plenipotenciario, firmó junto a Juan Esteban Aybar y Ricardo Ramón Miura el tratado de amistad, comercio y navegación con Francia el 8 de mayo de 1852.
Falleció en la capital dominicana en 1853.